# Agnezia sabulosa
Agnezia sabulosa är en sjöpungsart som först beskrevs av Vladimir V. Redikorzev 1941.  Agnezia sabulosa ingår i släktet Agnezia och familjen Agneziidae. Inga underarter finns listade i Catalogue of Life.